# Dynamenella sheareri
Dynamenella sheareri là một loài chân đều trong họ Sphaeromatidae. Loài này được Hatch miêu tả khoa học năm 1947.